# Đồng(II) diphosphat
Đồng(II) điphosphat là một hợp chất vô cơ của đồng và nhóm điphosphat có công thức hóa học Cu2P2O7.

## Điều chế
Đồng(II) điphosphat có thể thu được bằng cách cho đồng(II) oxit phản ứng với amoni biphosphat, với đồng(II) phosphat Cu3(PO4)2 hoặc đồng(II) metaphosphat Cu(PO3)2.
{\displaystyle {\ce {2CuO + 2(NH4)2HPO4 -> Cu2P2O7 + 4NH3 + 3H2O}}}
Tổng hợp bằng phản ứng của đồng(II) oxit với bo phosphat ở 900 ℃ hoặc đồng(II) phosphat ở 750 ℃ cũng có thể được thực hiện.
{\displaystyle {\ce {2CuO + 2BPO4 -> Cu2P2O7 + B2O3}}}
{\displaystyle {\ce {CuO + Cu(PO3)2 -> Cu2P2O7}}}

## Tính chất
Đồng(II) điphosphat là chất rắn màu xanh lam nhạt, có mùi đặc trưng, thực tế không tan trong nước.
Hai cấu trúc tinh thể đơn nghiêng của đồng(II) điphosphat đã được biết đến. Qua đó, những thay đổi thuộc tính cho thấy quá trình chuyển đổi từ pha α với nhóm không gian C2/c sang β với nhóm không gian C2/m cho đến sự xuất hiện của pha trung gian tiếp theo trong khoảng nhiệt độ 347–363 K.

## Sử dụng
Đồng(II) điphosphat có thể được sử dụng để xử lý bề mặt kim loại và mạ đồng.

## Hợp chất khác
Cu2P2O7 còn tạo một số hợp chất với NH3, như Cu2P2O7·4NH3·H2O là bột màu lục hay Cu2P2O7·8NH3 là tinh thể màu xanh ngọc lam.